# Tomas Kaukėnas
Tomas Kaukenas, né le 1er mai 1990 à Ignalina, est un biathlète lituanien.

## Biographie
Licencié au club de Vilimeksas, il fait ses débuts internationaux lors de la saison 2006-2007 dans la Coupe d'Europe junior.
Il a démarré en Coupe du monde lors de la saison 2008-2009. Il marque ses premiers points dans cette compétition en 2013 aux Mondiaux de Nové Město avec une 22e place au sprint, l'amenant à participer à sa première mass start. Aux Jeux olympiques d'hiver de 2014, il se classe 47e du sprint, 40e de la poursuite et 23e de l'individuel.
Lors de l'hiver 2017-2018, bien qu'il ne parvienne pas à rentrer une seule fois dans les points au cours de la saison régulière en Coupe du monde, il signe aux Jeux olympiques d'hiver de 2018 à Pyeongchang les deux meilleurs résultats de sa carrière en se classant 17e du sprint puis 13e de la poursuite, après avoir porté le drapeau de sa délégation à la cérémonie d'ouverture. Il détient les meilleures performances de son pays aux Jeux olympiques en biathlon.
Il marque de nouveau des points dans la Coupe du monde en 2019-2020. En 2022-2023, il participe essentiellement aux relais lituaniens, avec notamment Vytautas Strolia, et  Karol Dombrovski dans l’équipe et obtient aussi la 34e sur l'individuel aux championnats du monde.

## Palmarès

### Jeux olympiques
| Épreuve / Édition                | Individuel | Sprint | Poursuite | Départ groupé | Relais | Relais mixte |
| Jeux olympiques 2014 Sotchi      | 23e        | 47e    | 40e       | —             | —      | —            |
| Jeux olympiques 2018 PyeongChang | 78e        | 17e    | 13e       | 30e           | —      | 19e          |
| Jeux olympiques 2022 Pékin       | 70e        | 80e    | —         | —             | 14e    | —            |

Légende :
- : première place, médaille d'or
- : deuxième place, médaille d'argent
- : troisième place, médaille de bronze
- — : Non disputée par Tomas Kaukenas

### Championnats du monde
| Épreuve / Édition       | Individuel | Sprint | Poursuite | Départ en masse | Relais | Relais mixte | Relais mixte simple              |
| 2011 Khanty-Mansiïsk    | 73e        | 59e    | 58e       | —               | 25e    | —            | Épreuve inexistante à cette date |
| 2012 Ruhpolding         | 73e        | 61e    | —         | —               | 21e    | 25e          | Épreuve inexistante à cette date |
| 2013 Nové Město         | 23e        | 21e    | 37e       | 28e             | 24e    | 24e          | Épreuve inexistante à cette date |
| 2015 Kontiolahti        | 73e        | 60e    | 56e       | —               | 23e    | 23e          | Épreuve inexistante à cette date |
| 2016 Holmenkollen       | 70e        | 21e    | 47e       | —               | 23e    | 23e          | Épreuve inexistante à cette date |
| 2017 Hochfilzen         | 46e        | 31e    | 41e       | —               | 25e    | —            | Épreuve inexistante à cette date |
| 2019 Östersund          | 63e        | 55e    | DNS       | —               | 21e    | 24e          | —                                |
| 2020 Antholz-Anterselva | 74e        | 62e    | —         | —               | 24e    | —            | —                                |
| 2021 Pokljuka           | 52e        | 75e    | —         | —               | 25e    | —            | 24e                              |
| 2023 Oberhof            | 34e        | 70e    | —         | —               | 16e    | —            | 21e                              |
| 2024 Nové Město         | 70e        | 43e    | LAP       | —               | 20e    | —            | —                                |
| 2025 Lenzerheide        | 58e        | —      | —         | —               | —      | —            | —                                |

Légende :
- : première place, médaille d'or
- : deuxième place, médaille d'argent
- : troisième place, médaille de bronze
- — : Non disputée par Kaukenas

### Coupe du monde
- Meilleur classement général : 57e en 2014.
- Meilleur résultat individuel : 13e de la poursuite des JO en 2018.

#### Classements en Coupe du monde
| Saison    | Classement général final | Individuel | Sprint | Poursuite | Mass start |
| 2008-2009 | nc                       |            | nc     |           |            |
| 2009-2010 | nc                       |            | nc     |           |            |
| 2010-2011 | nc                       | nc         | nc     |           |            |
| 2011-2012 | nc                       | nc         | nc     | nc        |            |
| 2012-2013 | 63e                      | 53e        | 65e    | 73e       | 47e        |
| 2013-2014 | 57e                      | -          | 54e    | 53e       |            |
| 2014-2015 | nc                       | nc         | nc     | nc        |            |
| 2015-2016 | 75e                      | nc         | 66e    | nc        |            |
| 2016-2017 | 73e                      | nc         | 56e    | nc        |            |
| 2017-2018 | nc                       | nc         | -      | -         |            |
| 2018-2019 | nc                       | nc         | nc     |           |            |
| 2019-2020 | 85e                      | nc         | 73e    |           |            |
| 2020-2021 | nc                       | nc         | nc     |           |            |
| 2021-2022 | nc                       | nc         | nc     |           |            |
| 2022-2023 | nc                       | -          | nc     |           |            |
| 2023-2024 | nc                       | nc         | nc     | nc        |            |
| 2024-2025 | nc                       | nc         | nc     |           |            |